# Cryptolabis
Cryptolabis är ett släkte av tvåvingar. Cryptolabis ingår i familjen småharkrankar.

## Dottertaxa tillCryptolabis, i alfabetisk ordning[1]
- Cryptolabis alticola
- Cryptolabis argentinensis
- Cryptolabis atmophora
- Cryptolabis aviformis
- Cryptolabis barilochensis
- Cryptolabis bidenticulata
- Cryptolabis bisinuatis
- Cryptolabis brachyphallus
- Cryptolabis chilota
- Cryptolabis chiriquiana
- Cryptolabis clausula
- Cryptolabis cortesi
- Cryptolabis diversipes
- Cryptolabis ecalcarata
- Cryptolabis fuscovenosa
- Cryptolabis hilaris
- Cryptolabis invaripes
- Cryptolabis jovialis
- Cryptolabis jubilata
- Cryptolabis laddeyi
- Cryptolabis laticostata
- Cryptolabis longiradialis
- Cryptolabis luteiceps
- Cryptolabis luteicosta
- Cryptolabis luteola
- Cryptolabis magnistyla
- Cryptolabis minutula
- Cryptolabis mixta
- Cryptolabis molophiloides
- Cryptolabis monacantha
- Cryptolabis nebulicincta
- Cryptolabis nigrita
- Cryptolabis pachyphallus
- Cryptolabis pallidivena
- Cryptolabis paradoxa
- Cryptolabis parrai
- Cryptolabis pedanophallus
- Cryptolabis penai
- Cryptolabis pendulifera
- Cryptolabis perdistans
- Cryptolabis phallostena
- Cryptolabis recurvata
- Cryptolabis retrorsa
- Cryptolabis roundsi
- Cryptolabis schadei
- Cryptolabis semiflava
- Cryptolabis sepulchralis
- Cryptolabis sica
- Cryptolabis sordidipes
- Cryptolabis spatulata
- Cryptolabis taciturna
- Cryptolabis tenuicincta
- Cryptolabis travassosi
- Cryptolabis tridenticulata
- Cryptolabis tropicalis
- Cryptolabis umbrosa
- Cryptolabis uniformis
- Cryptolabis vallicola
- Cryptolabis varipes